# Akhtar Mohammad Mansour
Pour les articles homonymes, voir Mansour.
Ne doit pas être confondu avec Akhtar Mohammad Osmani.
 (août 2017).
Akhtar Mohammad Mansour (en pashto: اختر محمد منصور, Akhtar Muḥammad Manṣūr; aussi Mansur et Mansour) est le chef des talibans jusqu'à sa mort, le 21 mai 2016.

## Biographie
Mansour est né à Kariz ou à Band-i-Taimoor, durant les années 1960 (en 1347 du calendrier musulman, soit 1968),,,. Il s'engage dans la guerre contre l'invasion soviétique en 1985. Étudiant à la madrassa de Dar-ul Ulum Haqqania de 1994 à 1995, il devient directeur de Ariana Afghan Airlines en 1996.  
Mansour a été ministre de l'Aviation civile et des Transports du gouvernement taliban. Il participe ainsi aux négociations concernant la libération de militants islamistes emprisonnés en Inde lors du détournement du vol Indian Airlines Katmandou-Delhi en décembre 1999. En 2001, lors de la campagne d'octobre à décembre faisant chuter le régime taliban, il est commandant de la base aérienne de Kandahar. C'est cette même année que les Nations Unies le mentionnent pour la première fois dans sa liste de sanctions. 
Après la chute du régime, il s'enfuit à Karachi, où il demeure pendant le regroupement des talibans. En mars 2003, il est nommé par le mollah Mohammad Omar comme membre du conseil de direction de la guérilla talibane. En février 2010, après la capture du mollah Beradar par les Pakistanais, il est nommé commandant suprême des talibans en Afghanistan. Son poste est devenu symbolique pour ne pas engager la survie du mouvement dans le cas de son arrestation.
Le 13 août 2015, le chef d'al-Qaïda, Ayman al-Zaouahiri annonce prêter allégeance au mollah Akhtar Mansour.
En novembre 2015, des combats éclatent entre les partisans de Mansour et de Mohammed Rassoul, qui lui dispute le titre de chef de l'organisation.
Il est annoncé comme « probablement tué » le 21 mai 2016 à 10 h GMT à la suite d'une attaque de drones de combat américains « dans une zone éloignée le long de la frontière du Pakistan et de l'Afghanistan, au sud-ouest de la ville d'Ahmad Wal ». Sa mort est confirmée par des cadres talibans le soir du 22 mai.